# Tshepo Gumede
Tshepo Gumede (sinh ngày 21 tháng 4 năm 1991) là một cầu thủ bóng đá người Nam Phi thi đấu cho Cape Town City ở vị trí hậu vệ.

## Sự nghiệp câu lạc bộ
Gumede bắt đầu sự nghiệp trẻ tại Arcadia Shepherds trước khi gia nhập học viện SuperSport United. Anh trải qua một mùa giải theo dạng cho mượn tại Mpumalanga Black Aces nhưng không ra sân trận nào.
Gumede gia nhập Platinum Stars vào tháng 7 năm 2012. Cuối mùa giải 2012–13, anh được đề cử vào danh hiệu Cầu thủ trẻ xuất sắc nhất năm của ABSA Premiership và Cầu thủ tiềm năng nhất giải đấu của Cúp Nedbank, winning the former.
Ngày 26 tháng 7 năm 2016 có thông báo rằng Gumede đã gia nhập đội bóng Capetonian là Cape Town City F.C.

## Sự nghiệp quốc tế
Gumede là một phần của Nam Phi tham dự Cúp COSAFA 2013 và có màn ra mắt trước Namibia.